# Kepler Interactive
Kepler Interactive es una editorial de videojuegos fundada en septiembre de 2021. Tiene sede en Londres y Singapur y es copropiedad de un grupo de desarrolladores de juegos independientes. Entre sus juegos publicados se incluyen Tchia, Scorn y Sifu.

## Historia
Kepler Interactive fue fundada en septiembre de 2021 por el director ejecutivo Alexis Garavaryan, cofundador de Kowloon Nights, un fondo de desarrollo de juegos. Kepler, que se describe a sí mismo como un grupo editorial de "superdesarrolladores", inicialmente era propiedad conjunta de siete estudios independientes: A44 (conocido por desarrollar Ashen), Alpha Channel, Awaceb, Ebb Software, Shapefarm, en:Sloclap (conocido por desarrollar Absolver) y Timberline Studio. Cada estudio participante tenía "igual voz" en el proceso de toma de decisiones del sello editorial y podía compartir recursos y ganancias financieras, pero Kepler no interferirá en las operaciones de cada estudio, lo que les permitirá seguir siendo independientes. Kepler recibió 120 millones de dólares en financiación de la compañía de juegos china NetEase, que se convirtió en accionista minoritario. Los ingresos del estudio alcanzaron los 50 millones de dólares en 2022, impulsados por el lanzamiento de Scorn de Ebb Software y Sifu de Sloclap.
En 2023, Kepler también lanzó un servicio de publicación de marca blanca, que ofrece marketing y publicación para desarrolladores de juegos. Eternights de Studio Sai fue el primer proyecto de videojuego en beneficiarse de este programa. Otros desarrolladores, incluidos The Gentlebros (el desarrollador detrás de la serie Cat Quest) y el nuevo estudio Sandfall Interactive, también se unieron a Kepler. También se asoció con Ironwood Studios para la publicación y lanzamiento de Pacific Drive.

## Videojuegos
| Año  | Título                       | Plataforma(s)                                                                     | Desarrollador              | Ref    |
| ---- | ---------------------------- | --------------------------------------------------------------------------------- | -------------------------- | ------ |
| 2022 | Sifu                         | Windows, Nintendo Switch, PlayStation 4, PlayStation 5, Xbox One, Xbox Series X/S | Sloclap                    |        |
| 2022 | Scorn                        | Windows, PlayStation 5, Xbox Series X/S                                           | Ebb Software               |        |
| 2023 | Tchia                        | Windows, Nintendo Switch, PlayStation 4, PlayStation 5, Xbox Series X/S           | Awaceb                     |        |
| 2024 | Ultros                       | Windows, PlayStation 4, PlayStation 5                                             | Hadoque                    | [ 8 ]  |
| 2024 | Pacific Drive                | Windows, PlayStation 5                                                            | Ironwood Studios           |        |
| 2024 | Cat Quest III                | Windows, Nintendo Switch, PlayStation 4, PlayStation 5, Xbox One, Xbox Series X/S | The Gentlebros             |        |
| 2024 | Flintlock: The Siege of Dawn | Windows, PlayStation 4, PlayStation 5, Xbox One, Xbox Series X/S                  | A44                        |        |
| 2025 | Bionic Bay                   | Windows, PlayStation 5                                                            | Mureena, Psychoflow Studio | [ 9 ]  |
| 2025 | Clair Obscur: Expedition 33  | Windows, PlayStation 5, Xbox Series X/S                                           | Sandfall Interactive       | [ 10 ] |